# Ричард Гатлинг
Ричард Џордан Гетлинг (енгл. Richard Jordan Gatling; Округ Хартфорд, 12. септембар 1818 — Њујорк, 26. фебруар 1903) био је амерички механичар, проналазач Гетлинговог система. 

## Биографија
Гатлинг је најпознатији као проналазач брзометног оружја са 4-10 цеви (калибар 10,7-25,4 мм) које су се при дејству обртале око заједничке осе. Под утицајем страхота Америчког грађанског рата (1861-1865), Гатлинг се посветио студији артиљеријског материјала и балистике ради проналажења неког јачег оружја које би, по његовом схватању, утицало на народе да не прибегавају рату. 